# بیعت عقبه
بیعت عقبه (یا بَیعةُ العَقَبة)، نام یک رویداد اسلامی است که شامل دو بیعت مردم یثرب با پیامبر اسلام در محلی به نام عقبه در نزدیکی سرزمین منا بوده‌است. این بیعت زمینه‌ساز هجرت پیامبر از مکه به یثرب گشت. در سال یازدهم بعثت، پیامبر با شش تن از مردم یثرب که از قبیلة خزرج بودند دیدار کرد. پیامبر به گفتگو با ایشان نشست، برایشان قرآن خواند و اسلام را به آنان معرفی نمود. شنیده‌ها و خبرهای مردم یثرب از یهودیان دربارهٔ ظهور پیامبری در مکّه باعث روی‌آوری آنان به محمّد شد و این امید را در آن‌ها ایجاد کرد که با حضور پیامبر در یثرب بتوانند به دشمنی و جنگ بین دو قبیلة اوس و خزرج پایان دهند و از درگیری‌های آینده پیشگیری نمایند. اینان چون به مدینه بازگشتند، داستان ظهور پیغمبر را با مردم گفتند و این آغاز شروع آشنایی مردم یثرب با اسلام گشت. در پی این ماجرا و که منجر به بیعت اول عقبه شد، اسلام در یثرب گسترش یافت و بسیاری از مردم و سران قبایل یثرب به اسلام گرویدند و پس از آن بود که شماری از مردم یثرب در بیعت دوم عقبه با محمد بیعت کردند و زمینهٔ هجرت محمد به یثرب که بعدها مدینه النبی نامیده شد فراهم گشت.

## اولین بیعت عقبه
در سال ۱۲ بعثت، دوازده نفر از هفت خانواده از دو قبیلهٔ اوس و خزرج در موسم حج، در عقبه که در نزدیکی منا قرار دارد با پیامبر اسلام بیعت کردند. بنا بر دیدگاه تقی‌الدین مقریزی نه نفر از خزرج و سه نفر از اوس گرد آمده بودند. درون مایهٔ آن شامل این بود که در پرستش برای خدا شریک نگیرند، دزدی و زنا نکنند، بهتان نزنند، فرزندان خود را نکشند و نافرمانی پیامبر را در آنچه صلاح است نکنند که روی هم رفته عمل کردن به تعالیم دین اسلام بوده‌است. این بیعت را بیعةالنّساء نیز نامیده‌اند. بر پایه نظر برخی مورخین به علت اینکه قرار شد بین مسلمانان و کفار جنگی روی ندهد و جنگیدن از جلوه‌های مردانگی است این بیعت را بیعةالنّساء نامیده‌اند. پس از این بیعت بود که پس از مدتی و درخواست چندی از مردم یثرب برای ترویج و تعلیم دین، پیامبر مصعب بن عمیر را به یثرب فرستاد. افراد شرکت‌کننده در این بیعت عبارت بودند از:

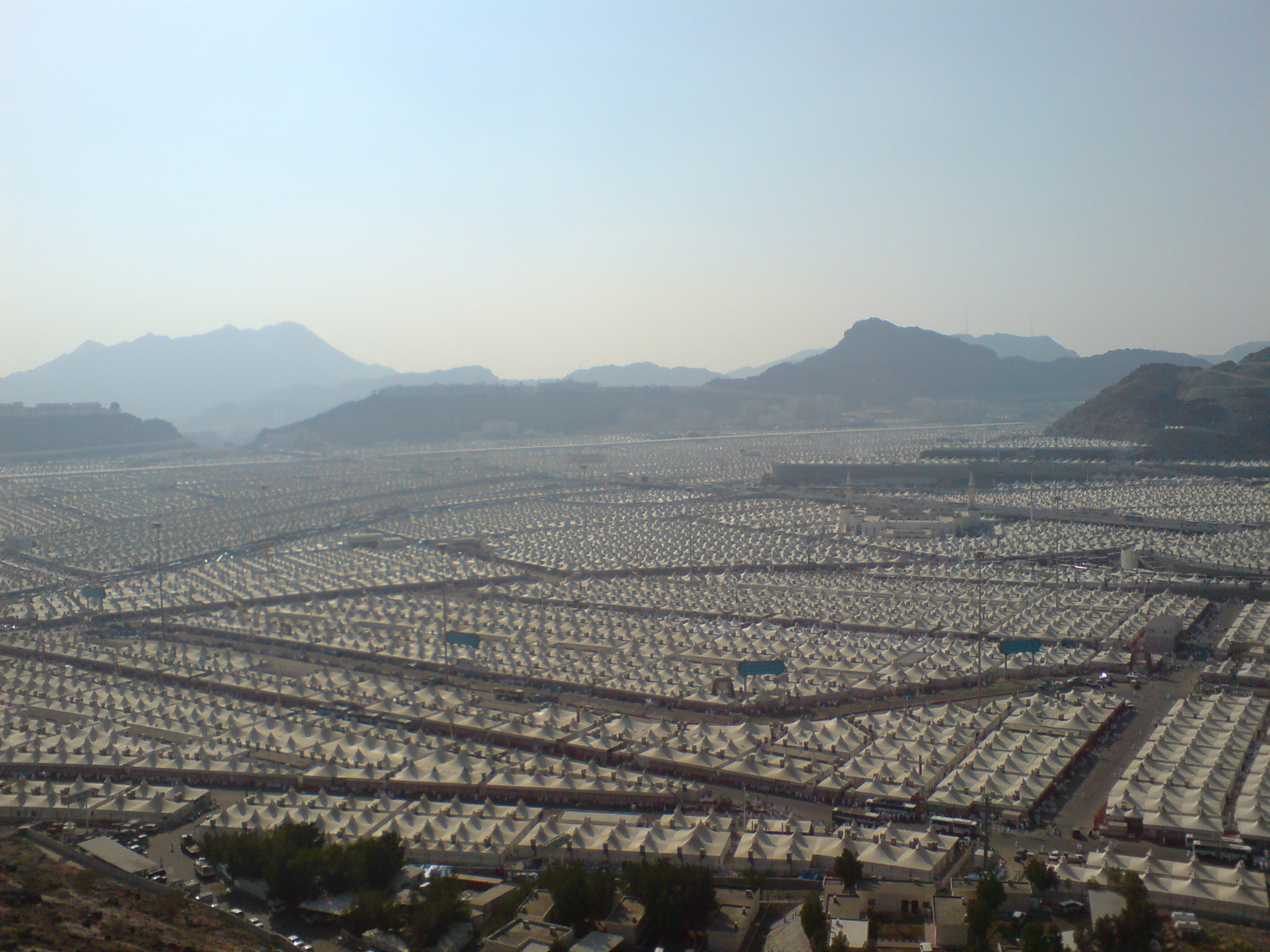
سرزمین منا، مکانی که پیمان عقبه در آن واقع شد.

- سرزمین منا، مکانی که پیمان عقبه در آن واقع شد.اسعد بن زراره
- عوف بن حارث
- رافع بن مالک
- قطبة بن عامر
- عقبة بن عامر
- معاذ بن حارث
- ذکوان بن عبدقیس
- عبادة بن صامت
- ابو عبدالرحمان
- عباس بن عباده
- ابوالهیثم
- عویم بن ساعده

## دومین بیعت عقبه
در پی تلاش‌های مصعب ابن عمیر در یثرب و خواندن قران برای مردم، بسیاری از مردم یثرب از جمله سعد بن معاذ رئیس قبیلهٔ اوس به اسلام گرویدند و اولین نماز را در یثرب برپا نمودند. پس از چندی مصعب بن عمیر بن هاشم به مکه بازگشت و مسلمان شدن اهالی یثرب را به پیامبر اسلام اطلاع داد و او شادمان گشت. در موسم حج سال پس از بیعت عقبه اول، مسلمانان یثرب آهنگ آن کردند که همراه با کاروانی به مکه بروند و با پیامبر بیعت کنند. این کاروان از ۵۰۰ تن تشکیل شده بود که به گفته ابن اسحاق از این تعداد ۷۳ مرد و ۲ زن، مسلمان بودند. قرار دیدار در شبی که حجاج در منا بودند تعیین شد. در آن شب پس از اینکه پاسی از شب گذشت مسلمانان یثرب از دیگر حجاج یثربی جدا شدند و به سمت عقبه به راه افتادند و در آنجا گرد آمدند. محمد به آنان گفت:
بر این امر با شما بیعت می‌کنم که، همانگونه که از زنان و فرزندانتان حفاظت می‌کنید، از من نیز دفاع کنید.
بدین ترتیب بیعت دوم عقبه به انجام رسید. به این علت که مسلمانان یثرب پیمان بستند تا هرکه با پیامبر جنگید با او بجنگند به این بیعت، بیعةالحرب‌ نیز گفته‌اند. این بیعت پیش زمینهٔ هجرت پیامبر از مکه به یثرب را فراهم آورد.

محمد از بین این افراد، دوازده تن را به عنوان نقیب برگزید تا دیگران را کنترل کرده و مردم با آنان در تماس باشند. در واقع آنان سرپرست دیگر مسلمانان قرار داده شدند. محمد بیان کرد که این عدد را به این علت در انتخاب کرده‌است که موسی از میان بنی اسرائیل دوازده نقیب را برگزید. آنگاه محمد به آنان گفت:
کفالت قوم خود را داشته باشید؛ همانگونه که حواریون عیسی، [کفالت قوم خود را] برای عیسی داشتند.
در این نقل آمده‌است که جبرئیل آنان را انتخاب کرده و دیگران نباید چیزی به دل بگیرند. نقبا از میان اوس عبارت بودند از: اسید بن حضیر، سعد بن خیثمه، ابوالهیثم مالک التیهان (برخی به جای وی از رفاعة بن عبدالمنذر یاد کرده‌اند). و از میان خزرج عبارت بودند از: اسعد بن زراره، رافع بن مالک، سعد بن عباده، منذر بن عمرو، براء بن معرور، سعد بن ربیع، عبدالله بن رواحه، عبدالله بن عمرو و عبادة بن صامت (که برخی جابر بن عبدالله را به جای او نام برده‌اند). دو زن شرکت‌کننده نیز: نسیبه بنت کعب و اسماء بنت عمرو بن عدی بوده‌اند. در میان این افراد اسعد بن زراره به عنوان نقیب النقباء برگزیده گردید.

### نام‌های بیعت کنندگان
افراد شرکت‌کننده از اوس در بیعت عقبه دوم بنابر نقل ابن کثیر عبارت اند از:
- أسید بن حضیر
- أبو الهیثم بن التیهان
- سلمة بن سلامة بن وقش
- ظهیر بن رافع
- أبو بردة بن نیار
- نهیر بن الهیثم
- سعد بن خیثمة
- رفاعة بن عبد المنذر
- عبدالله بن جبیر
- معن بن عدی
- عویم بن ساعدة

و افراد شرکت‌کننده از خزرج عبارت بودند از:
- أبو أیوب الأنصاری
- معاذ بن الحارث
- عوف بن الحارث
- معوذ بن الحارث
- عمارة بن حزم
- أسعد بن زرارة
- سهل بن عتیک
- أوس بن ثابت
- زید بن سهل
- قیس بن أبی صعصعة
- عمرو بن غزیة
- سعد بن الربیع
- خارجة بن زید
- عبدالله بن رواحة
- بشیر بن سعد
- عبدالله بن زید بن ثعلبة
- خلاد بن سوید
- عقبة بن عمرو البدری
- زیاد بن لبید
- فروة بن عمرو بن وذفة
- خالد بن قیس بن مالک
- رافع بن مالک
- ذکوان بن عبد قیس
- عباد بن قیس بن عامر
- الحارث بن قیس بن عامر
- البراء بن معرور
- بشر بن البراء بن معرور
- سنان بن صیفی بن صخر
- الطفیل بن النعمان بن خنساء
- معقل بن المنذر بن سرح
- یزید بن المنذر بن سرح
- مسعود بن زید بن سبیع
- الضحاک بن حارثة بن زید بن ثعلبة
- یزید بن خذام بن سبیع
- جبار بن صخر بن أمیة
- الطفیل بن مالک بن خنساء
- کعب بن مالک
- سلیم بن عامر بن حدیدة
- قطبة بن عامر بن حدیدة
- یزید بن عامر بن حدیدة
- أبو الیسر کعب بن عمرو
- صیفی بن سواد بن عباد
- ثعلبة بن غنمة بن عدی بن نابی
- عمرو بن غنمة بن عدی بن نابی
- عبس بن عامر بن عدی
- خالد بن عمرو بن عدی بن نابی
- عبدالله بن أنیس
- عبدالله بن عمرو بن حرام
- جابر بن عبدالله بن عمرو بن حرام
- معاذ بن عمرو بن الجموح
- ثابت بن الجذع
- عمیر بن الحارث بن ثعلبة
- خدیج بن سلامة
- معاذ بن جبل
- عبادة بن الصامت
- العباس بن عبادة بن نضلة
- یزید بن ثعلبة بن خزمة
- عمرو بن الحارث بن کندة
- رفاعة بن عمرو بن زید
- عقبة بن وهب بن کلدة
- سعد بن عبادة
- المنذر بن عمرو
- أم عمارة نسیبة بنت کعب
- أم منیع أسماء بنت عمرو بن عدی